# یاریسلیدیس کیریلو
یاریسلیدیس کیریلو (انگلیسی: Yarisleidis Cirilo؛ زادهٔ ۱۰ مهٔ ۲۰۰۲) قایقران کانو زن اهل کوبا است.
وی در مسابقات کشوری و بین‌المللی در مجموع برندهٔ ۲ مدال طلا، ۱ مدال نقره، ۲ مدال برنز شده است.